# Cubo multimagico
In matematica, un cubo P-multimagico è un cubo magico che rimane magico anche quando tutti i numeri di cui è composto vengono elevati ad una potenza k, dove 1 ≤ k ≤ P. Pertanto, un cubo magico è bimagico se (e solo se) è 2-multimagico, trimagico se (e solo se) è 3-multimagico.